# Shigeyoshi Mochizuki
Shigeyoshi Mochizuki, född 9 juli 1973 i Shizuoka prefektur, Japan, är en japansk tidigare fotbollsspelare.